# Slavkovský les pro obnovu venkova
Slavkovský les pro obnovu venkova je dobrovolný svazek obcí v okresu Cheb a okresu Karlovy Vary a okresu Plzeň-sever a okresu Sokolov, jeho sídlem je Teplá a jeho cílem je zabezpečení koordinovaného postupu orgánů místních samospráv ve věci programu obnovy a rozvoje venkova, propagace mirkoregionu a dalších souvisejících aktivit, poskytuje poradenské a informační služby v oblasti rozvoje venkovského prostoru. Sdružuje celkem 15 obcí a byl založen v roce 1995.

## Obce sdružené v mikroregionu
- Úněšov
- Bečov nad Teplou
- Mnichov
- Otročín
- Teplá
- Teplička
- Stanovice
- Bochov
- Nová Ves
- Chodov
- Bezvěrov
- Krsy
- Úterý
- Ovesné Kladruby
- Všeruby